# Crocallis aglossaria
Crocallis aglossaria là một loài bướm đêm trong họ Geometridae.